# Ерменгард фон Хоя
Ерменгард фон Хоя (Ирмгард) (на немски: Irmgard (Ermengard) von Hoya; * пр. 1362; † сл. 13 май 1415 или сл. 25 септември 1422) е графиня от Графство Хоя и чрез женитба владетелка на Господството Липе.

## Произход
Тя е дъщеря на граф Йохан II фон Хоя († 1377) и съпругата му принцеса Хелена фон Саксония-Лауенбург († сл. 1359), дъщеря на херцог Ерих I фон Саксония-Лауенбург († сл. 1359) и Елизабет от Померания († 1349). Сестра е на Ерих I, († 1426), женен 1338 г. за принцеса Хелена фон Саксония-Лауенбург († сл. 1359), на Йохан I († 1424), епископ на Падерборн и Хилдесхайм, и на Ото IV († 1424), епископ на Мюнстер и администратор на Оснабрюк.

## Фамилия
Ерменгард фон Хоя се омъжва пр. 1 септември 1362 г. за Симон III фон Липе († 1410), единственият син на Ото фон Липе (1300 – 1360) и Ирмгард фон Марк († 1362). Те имат седем деца:
- Хайлвиг († сл. 1419), омъжена за граф Конрад VI фон Вернигероде († 1407)
- Катарина († 1425), омъжена пр. 1393 г. за граф Улрих VIII фон Регенщайн († 1410)
- Лиза († сл. 1376)
- Маргарета († сл. 1384), монахиня в Бьодекен
- Юта († сл. 1384), монахиня в Бьодекен
- Ирмгард († 6 февруари 1410), омъжена между 6 юни и 31 август 1403 г. за граф Мориц IV 'Млади' фон Шпигелберг († 1434, убит)
- Бернхард VI († 1415), господар на Липе, женен I. 28 юни 1393 г. за Маргарета фон Валдек-Ландау († 1395), II. ок. 1403 г. за Елизабет фон Мьорс († 1415)